# The Best of Cold Chillin'
Pour les articles homonymes, voir Best of.
Albums de Biz Markie
On the Turntable 2
(2000) Greatest Hits
(2002)
The Best of Cold Chillin' est une compilation de Biz Markie, sortie le 17 octobre 2000.

## Liste des titres
| No  | Titre                              | Contient un (des) sample(s) de | Durée |
| --- | ---------------------------------- | --- | ----- |
| 1.  | One Two                            | | 2:18  |
| 2.  | Biz Dance, Part 1                  | Do the Funky Penguin de Rufus Thomas | 3:41  |
| 3.  | Nobody Beats the Biz               | Get Up (I Feel Like Being a) Sex Machine (Live) de James Brown Hihache du Lafayette Afro Rock Band Scratchin' du Magic Disco Machine Fly Like an Eagle du Steve Miller Band The Def Fresh Crew de Roxanne Shanté et Biz Markie Nobody Beats the Wiz de The Wiz | 5:05  |
| 4.  | Pickin' Boogers                    | The Jam de Graham Central Station | 4:37  |
| 5.  | Make the Music With Your Mouth Biz | Na Na Hey Hey Kiss Him Goodbye de Steam Ike's Mood I d'Isaac Hayes Impeach the President des Honey Drippers | 4:57  |
| 6.  | The Doo Doo                        | | 2:14  |
| 7.  | Biz Is Goin' Off                   | Double Barrel de Dave & Ansel Collins One Man Band (Plays All Alone) de Monk Higgins featuring The Specialties Love Rap de Spoonie Gee and The Treacherous Three                                                                                               | 4:42  |
| 8.  | Vapors                             | Papa Don't Take No Mess de James Brown | 4:33  |
| 9.  | Albee Square Mall                  | Reach Out of the Darkness de Friend & Lover God Make Me Funky des Headhunters featuring The Pointer Sisters Ain't No Stopping Us Now (Special Disco Version) de McFadden & Whitehead                                                                           | 4:45  |
| 10. | Just a Friend                      | Get Out of My Life, Woman de Lee Dorsey (You) Got What I Need de Freddie Scott | 4:02  |
| 11. | Spring Again                       | Get Out of My Life, Woman de Lee Dorsey Funky Drummer de James Brown Now That We Found Love de Third World Midnight Theme de Manzel Back Together Again de Roberta Flack featuring Donny Hathaway                                                              | 4:06  |
| 12. | I Hear Music                       | We're a Winner (Live Version) de Curtis Mayfield I Hear Music in the Streets d'Unlimited Touch | 3:47  |
| 13. | What Comes Around Goes Around      | A Feeling Isdes Emotions | 4:02  |
| 14. | Take It From the Top               | Outside Love de Brethren | 6:44  |
| 15. | Busy Doing Nuthin'                 | | 3:53  |
| 16. | Young Girl Bluez                   | La Di Da Di de Doug E. Fresh et Slick Rick | 4:07  |
| 17. | Studda Step                        | Hihache du Lafayette Afro Rock Band Moments in Love de Art of Noise | 4:03  |